# Rhizohypnum inclinatum
Rhizohypnum inclinatum là một loài Rêu trong họ Hypnaceae. Loài này được (Renauld) M. Fleisch. miêu tả khoa học đầu tiên năm 1923.